# Halowe mistrzostwa Polski kobiet w piłce nożnej 2012
Halowe mistrzostwa Polski kobiet w piłce nożnej 2012 – trzydziesta trzecia edycja halowych mistrzostw Polski kobiet w piłce nożnej. Finały rozgrywek rozegrane zostały 9 grudnia 2012 roku na Rafako Arenie w Raciborzu. Udział w turnieju finałowym po rozegranych wcześniej czterech turniejach eliminacyjnych uzyskały ekipy RTP Unii Racibórz, Pogoni Women Szczecin, Gola Częstochowa i GOSiR-u Piaseczno. Tytuł po raz czwarty w historii wywalczyły gospodynie turnieju, wygrywając wszystkie trzy spotkania.
Była to ostatnia edycja mistrzostw, w 2013 roku PZPN zrezygnował z organizowania kolejnych zawodów.

## Turniej finałowy

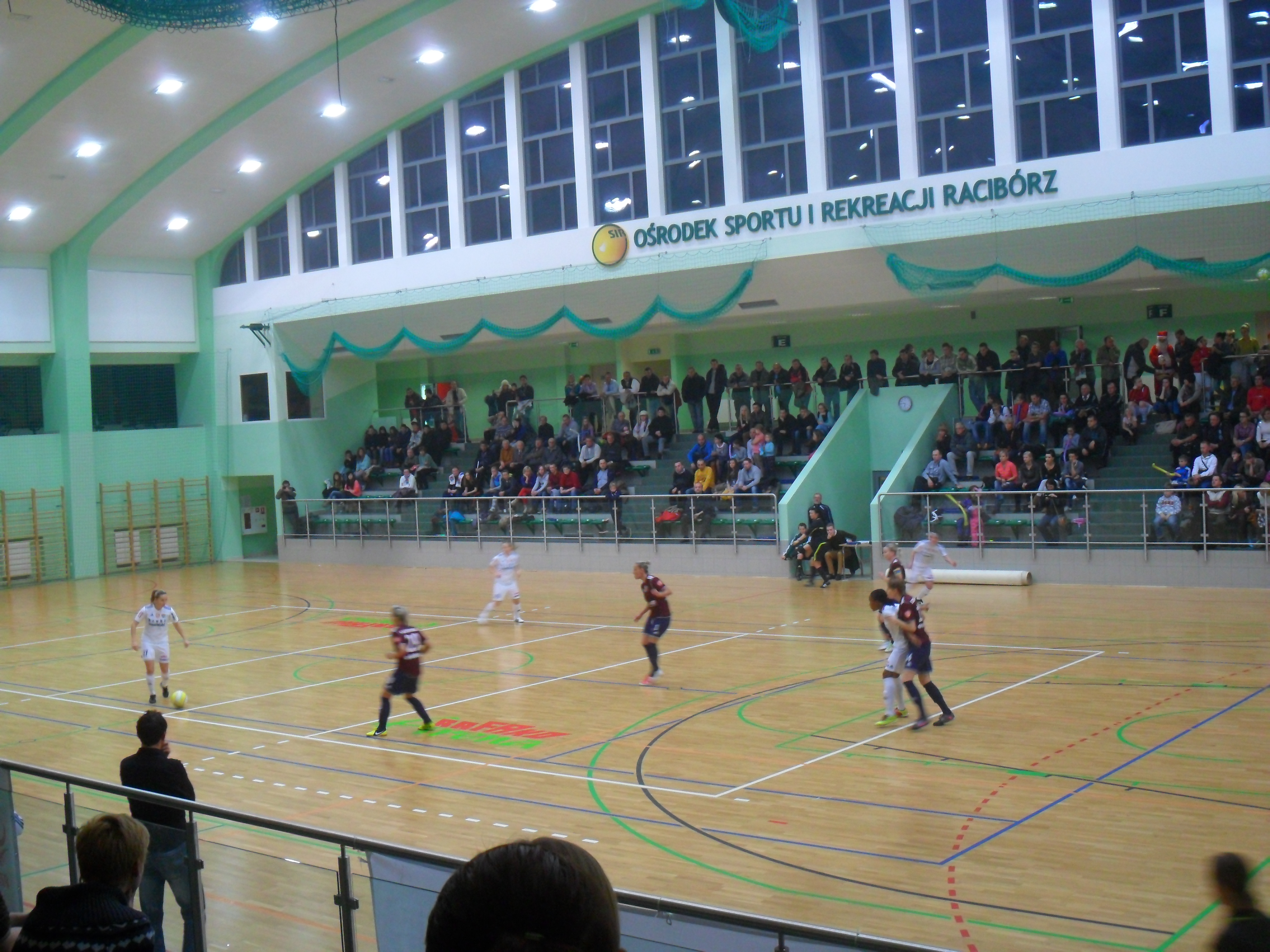
Mecz RTP Unii Racibórz z Pogonią Women Szczecin (6:0)

W finale cztery startujące drużyny zmierzyły się ze sobą w jednej grupie, rozgrywając spotkania w systemie każdy z każdym (po jednym meczu). Spotkania rozgrywane były 9 grudnia 2012 roku od godziny 14.30. Zwyciężyły piłkarki RTP Unii Racibórz, wygrywając wszystkie spotkania turnieju, w każdym strzelając rywalkom po 6 bramek.

### Tabela i wyniki
| Poz. | Klub                 | M | Pkt. | Mecze | Mecze | Mecze | Bramki | Bramki |
| Poz. | Klub                 | M | Pkt. | zwy.  | rem.  | por.  | zdob.  | stra.  |
| ---- | -------------------- | - | ---- | ----- | ----- | ----- | ------ | ------ |
| 1    | RTP Unia Racibórz    | 3 | 9    | 3     | 0     | 0     | 18     | 3      |
| 2    | Gol Częstochowa      | 3 | 6    | 2     | 0     | 1     | 14     | 13     |
| 3    | Pogoń Women Szczecin | 3 | 3    | 1     | 0     | 2     | 6      | 13     |
| 4    | GOSiR Piaseczno      | 3 | 0    | 0     | 0     | 3     | 11     | 20     |

| 1. kolejka |                      |       |                      |  |
|            | Pogoń Women Szczecin | 1 – 5 | Gol Częstochowa      |  |
|            | RTP Unia Racibórz    | 6 – 3 | GOSiR Piaseczno      |  |
| 2. kolejka |                      |       |                      |  |
|            | GOSiR Piaseczno      | 2 – 5 | Pogoń Women Szczecin |  |
|            | Gol Częstochowa      | 0 – 6 | RTP Unia Racibórz    |  |
| 3. kolejka |                      |       |                      |  |
|            | GOSiR Piaseczno      | 6 – 9 | Gol Częstochowa      |  |
|            | Pogoń Women Szczecin | 0 – 6 | RTP Unia Racibórz    |  |

### Nagrody i wyróżnienia
Wyróżnienie dla najlepszej zawodniczki turnieju przyznano Patrycji Pożerskiej z Unii Racibórz. Najskuteczniejszą piłkarką turnieju z dorobkiem pięciu bramek okazała się Justyna Maziarz z Gola Częstochowa. Nagroda dla najlepszej bramkarki również przypadła zawodniczce z Raciborza – Darii Antończyk. Puchar Fair-Play przyznano natomiast drużynie GOSiR Piaseczno.